# 教牧書信
《教牧書信》（pastoral epistles）是新約聖經中的三卷書：《提摩太前書》、《提摩太後書》和《提多書》，這三卷書在基督教传统中被认为是使徒保罗寫給提摩太和提多的書信，也是《保罗书信》的一部分。這三卷書（有時也包括《腓利門書》）常會視為一組，而且給予「教牧」的名稱，原因是因為這三卷書是寫給教會中的牧者，而且其內容有探討基督徒的生活、教義以及教會的領導者。這些書信的「教牧」（pastorals）一詞是在1703年由D. N. 波尔多所使用，保罗·安东在1726年也有用過此一詞語。也有其他有關這些書信的名稱，例如《給提摩太和提多的書信》（Letters to Timothy and Titus），強調書信的收信人。

## 外部連結
- Calvin, John (1556 [1-2 Tim]; 1549 [Titus]). Commentary on 1-2 Timothy and Titus.
- PastoralEpistles.com （页面存档备份，存于）, an academic blog devoted to current research in the letters:
- Bumgardner, Charles (2016). "Paul's Letters to Timothy and Titus: A Literature Review (2009-2015)" （页面存档备份，存于）
- Klinker-De Klerck, Myriam (2008). "The Pastoral Epistles: Authentic Pauline Writings" （页面存档备份，存于）
- Early Christian Writings:
  - 1 Timothy
  - 2 Timothy （页面存档备份，存于）
  - Titus （页面存档备份，存于）
- Pastoral Epistles （页面存档备份，存于）: